# Бендерская, Людмила Михайловна
Людмила Михайловна Бендерская (1937—2003) — советская и молдавская шашистка, серебряный призёр чемпионата СССР по русским шашкам 1977 года и бронзовый призёр чемпионата СССР 1963 года, чемпионка СССР в командном чемпионате 1960 года и бронзовый призёр в командном чемпионате СССР 1959 года. Мастер спорта СССР (1960).
Начала заниматься шашками в шахматно-шашечном кружке Кишинёвского Дворца пионеров. Заняла первое место на женской доске в командном чемпионате страны 1960 года, бронзовый призёр чемпионата СССР 1959 года (Александр Шварцман, Игорь Качеров, Владимир Криворук, Л. Бендерская).